# Obszar postradziecki
Obszar postradziecki (poradziecki, postsowiecki, posowiecki), znany także jako kraje byłego ZSRR, kraje (państwa, republiki) postradzieckie (poradzieckie, postsowieckie, posowieckie), dawne republiki radzieckie (sowieckie), WNP i kraje (państwa, republiki) bałtyckie (nadbałtyckie) lub (w Rosji) bliska zagranica (w odróżnieniu od dalekiej zagranicy – krajów, które nigdy nie należały do ZSRR) – to niepodległe państwa, które wystąpiły ze Związku Radzieckiego w wyniku jego rozpadu 26 grudnia 1991 roku.
Kraje postsowieckie są przedmiotem różnych badań w dziedzinach geografii, historii, polityki, ekonomii i kultury.

## Państwa i regiony geograficzne
Kraje postradzieckie zwykle dzieli się na pięć grup. Zasada, według której kraj jest przypisywany do danej grupy, opiera się na czynnikach geograficznych i kulturowych, a także na historii stosunków z Rosją.
     Rosja
     Azja Środkowa
     Kaukaz Południowy
     Europa Wschodnia
     Kraje bałtyckie
- Kraje bałtyckie:
  -  Estonia,
  -  Litwa,
  -  Łotwa.
- Azja Środkowa:
  -  Kazachstan,
  -  Kirgistan,
  -  Tadżykistan,
  -  Uzbekistan,
  -  Turkmenistan.
- Kaukaz Południowy (Zakaukazie):
  -  Armenia,
  -  Azerbejdżan,
  -  Gruzja.
- Kraje Europy Wschodniej:
  -  Białoruś,
  -  Mołdawia,
  -  Ukraina.

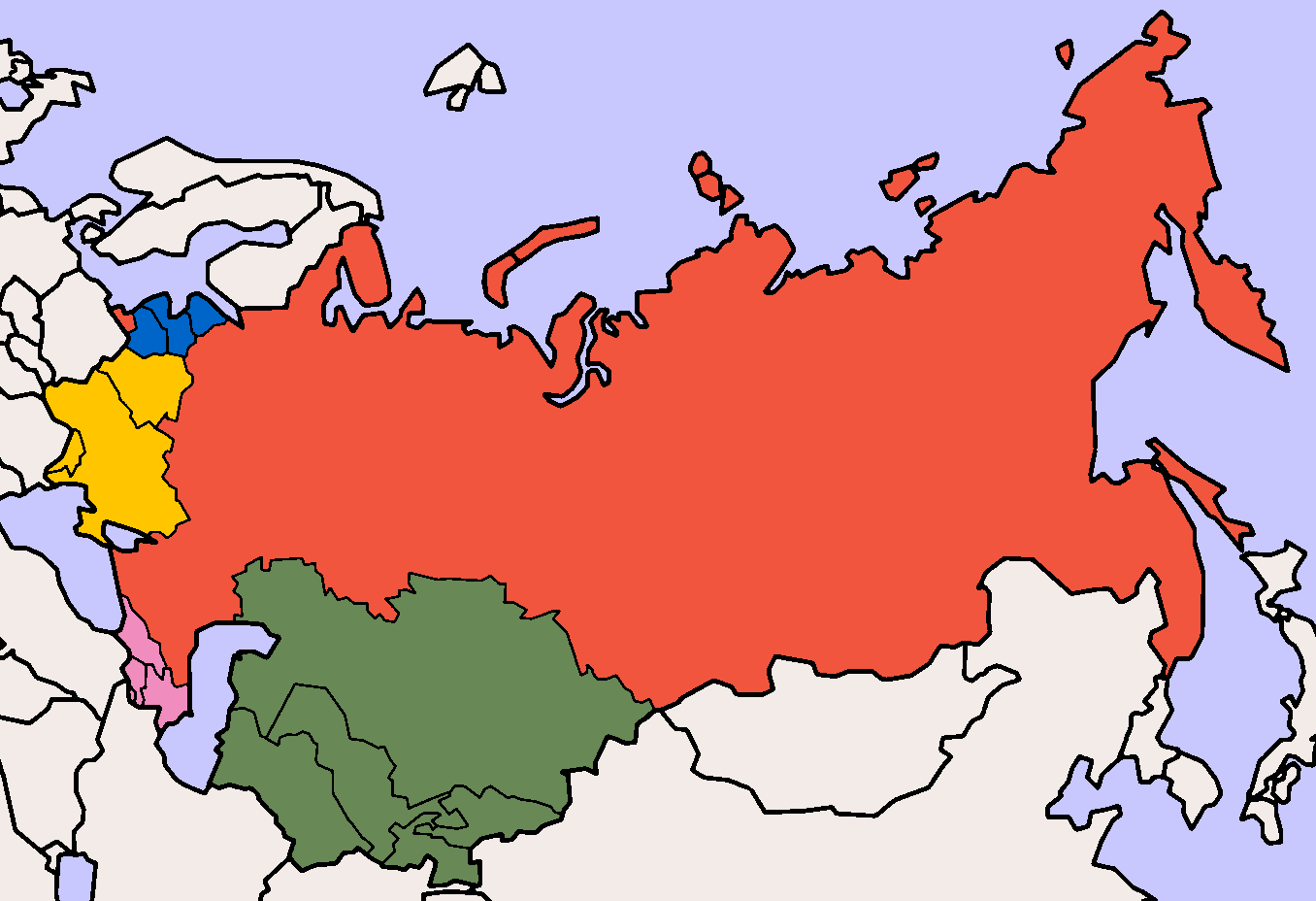
Grupy państw poradzieckich:
Rosja
Azja Środkowa
Kaukaz Południowy
Europa Wschodnia
Kraje bałtyckie

- Rosja jest zwykle uznawana za odrębną kategorię ze względu na dominującą rolę w regionie.

### Więzi historyczne
Rosja jest historycznie związana ze wschodniosłowiańskimi państwami postradzieckimi, ponieważ na ich terytoriach tworzyła swoją państwowość. Jej korzenie sięgają do słowiańskiego protopaństwa (Ruś Kijowska). Następnie terytoria Ukrainy i Białorusi były częścią Wielkiego Księstwa Litewskiego, Rzeczypospolitej Obojga Narodów, Austro-Węgier, Polski.
Azja Środkowa i Kaukaz Południowy zostały przyłączone do Imperium Rosyjskiego dopiero w XVIII–XIX wieku.
Kraje bałtyckie (z wyjątkiem Litwy, w średniowieczu – Wielkiego Księstwa Litewskiego) były pod władzą Zakonu krzyżackiego, Danii, Polski i Szwecji przez znaczną część okresu swojego istnienia, zanim zostały przyłączone do Imperium Rosyjskiego w XVIII wieku, a później stały się niepodległymi państwami po I wojnie światowej.
Według oficjalnego stanowiska ZSRR, potwierdzonego przez rosyjskie MSZ, przyłączenie Litwy, Łotwy i Estonii w 1940 roku do Związku Radzieckiego spełniało wszystkie normy prawa międzynarodowego według stanu na 1940 rok. Uznając de facto integralność granic ZSRR według stanu na czerwiec 1941 roku na konferencjach w Jałcie i Poczdamie, wiele krajów zachodnich równocześnie nie chciało uznać tego stanu de iure aż do 1975 roku, kiedy uczestnicy Konferencji Bezpieczeństwa i Współpracy w Europie w Helsinkach, podpisując Akt Końcowy KBWE, ogłosili nienaruszalność granic europejskich w ogóle, a tym samym uznali granice ZSRR według stanu na 1975 rok.

### WNP i kraje bałtyckie
WNP i kraje bałtyckie – określenie 15 współczesnych państw, które do 1991 roku były republikami, wchodzącymi w skład ZSRR, a w latach 1991–1992 ogłosiły suwerenność (niepodległość).
Przed 2009 rokiem pojęcie „WNP i kraje bałtyckie” było równorzędne z pojęciem „obszaru postradzieckiego”. W 2009 roku Gruzja wystąpiła z WNP.
Określenie powstało po grudniu 1991 roku, kiedy kraje bałtyckie (Litwa, Łotwa, Estonia), odmówiły wejścia do składu WNP (Wspólnoty Niepodległych Państw) – regionalnej organizacji międzynarodowej stworzonej na mocy Układu białowieskiego na bazie byłych republik radzieckich, mającej na celu regulowanie stosunków między nowymi niepodległymi państwami.

## Nowy Związek
Jeszcze w trakcie procesu rozpadu ZSRR proponowano utworzenie Związku Suwerennych Państw – konfederacji, do której 14 listopada 1991 roku wstępnie zgodziło się wstąpić siedem republik (Białoruś, Kazachstan, Kirgistan, Rosja, Tadżykistan, Turkmenistan, Uzbekistan). Związek Suwerennych Państw ostatecznie nie powstał.

### Związek Rosji i Białorusi
Idea nowego Związku została wprowadzona w życie w postaci Związku Rosji i Białorusi, który jest w fazie luźnej konfederacji i składa się na razie tylko z dwóch byłych republik radzieckich.
Państwo Związkowe Rosji i Białorusi powstało 2 kwietnia 1997 roku na bazie stworzonego wcześniej (2 kwietnia 1996 roku) Stowarzyszenia Rosji i Białorusi. Idea jego utworzenia należała do prezydenta Białorusi Aleksandra Łukaszenki.

### Związek Euroazjatycki
W połowie lat 90. przez pewien czas rozważano (lecz wówczas nie uzgodniono) propozycję prezydenta Kazachstanu Nursułtana Nazarbajewa z 29 marca 1994 roku, aby stworzyć Związek Euroazjatycki z pięciu republik (Białoruś, Kazachstan, Kirgistan, Rosja, Tadżykistan).
W 2011 roku Władimir Putin powrócił do idei Związku Euroazjatyckiego na bazie Rosji, Białorusi i Kazachstanu.

## Organizacje regionalne
Członkowie WNP
     Członkowie UE i NATO
     kraje poradzieckie, niewchodzące w skład WNP, NATO ani UE

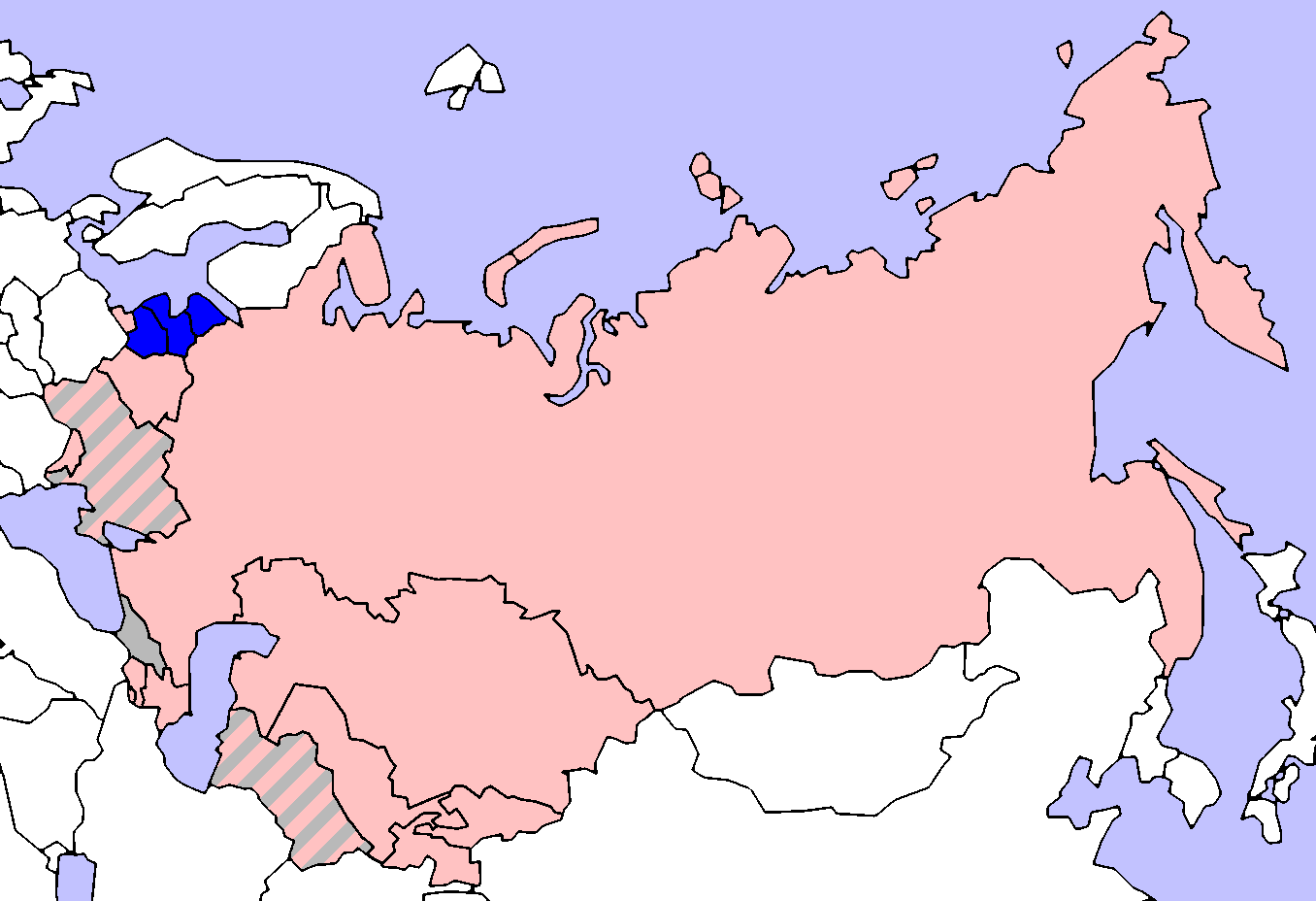
Państwa poradzieckie:
Członkowie WNP
Członkowie UE i NATO
kraje poradzieckie, niewchodzące w skład WNP, NATO ani UE

Po upadku ZSRR w regionie powstało kilka organizacji i wspólnot międzynarodowych.
Trzy państwa bałtyckie nie przystąpiły do żadnej z tych postsowieckich organizacji. Ich celem od początku była integracja ze światem Zachodu (w tym wejście do Unii Europejskiej i NATO).
Poniżej przedstawione są organizacje międzynarodowe, które całkowicie lub w większości składają się z państw byłego ZSRR.

### Wspólnota Niepodległych Państw
Wspólnota Niepodległych Państw (WNP) – międzypaństwowe stowarzyszenie utworzone w celu wspierania współpracy w dziedzinach polityki, gospodarki, kultury i innych. Przystąpiły do niej wszystkie byłe republiki radzieckie z wyjątkiem krajów bałtyckich. Turkmenistan i Ukraina są „członkami stowarzyszonymi” WNP, a Gruzja, która ogłosiła wystąpienie z organizacji po wojnie w Osetii Południowej, przestała być członkiem WNP 18 sierpnia 2009 roku.

### Organizacja Układu o Bezpieczeństwie Zbiorowym
Członkowie GUAM
     Członkowie OUBZ

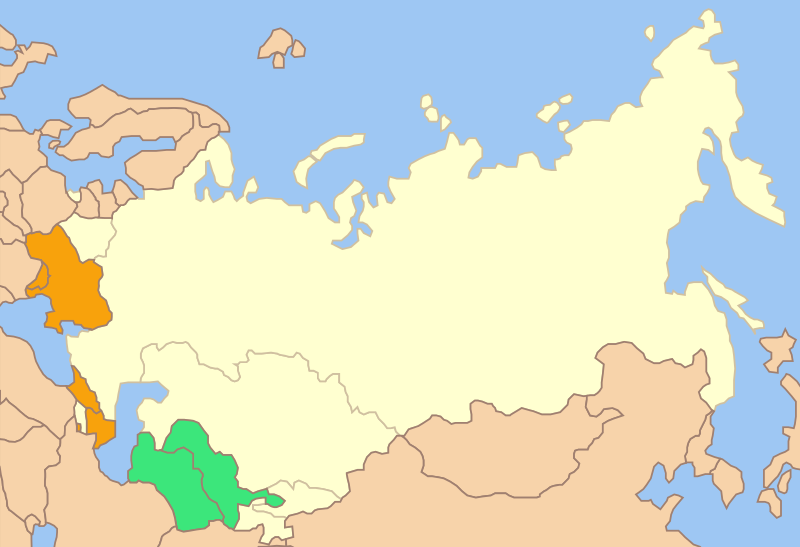
Członkowie GUAM
Członkowie OUBZ

Do OUBZ należą Rosja, Białoruś, Kazachstan, Kirgistan, Tadżykistan, Armenia i Uzbekistan. Zadaniem OUBZ jest koordynacja i połączenie sił w celu zwalczania międzynarodowego terroryzmu i ekstremizmu oraz nielegalnego handlu narkotykami i substancjami psychotropowymi.

### GUAM
Do Organizacji na rzecz Demokracji i Rozwoju – GUAM w chwili obecnej (po wystąpieniu Uzbekistanu) należą cztery państwa: Gruzja, Ukraina, Azerbejdżan i Mołdawia. GUAM uważany jest przez wielu za organizację utworzoną w celu zrównoważenia dominacji Rosji w regionie. Kraje członkowskie GUAM nie należą do innych organizacji stworzonych na terytorium byłego ZSRR, z wyjątkiem WNP.

### Euroazjatycka Wspólnota Gospodarcza
Członkowie organizacji
     Obserwatorzy

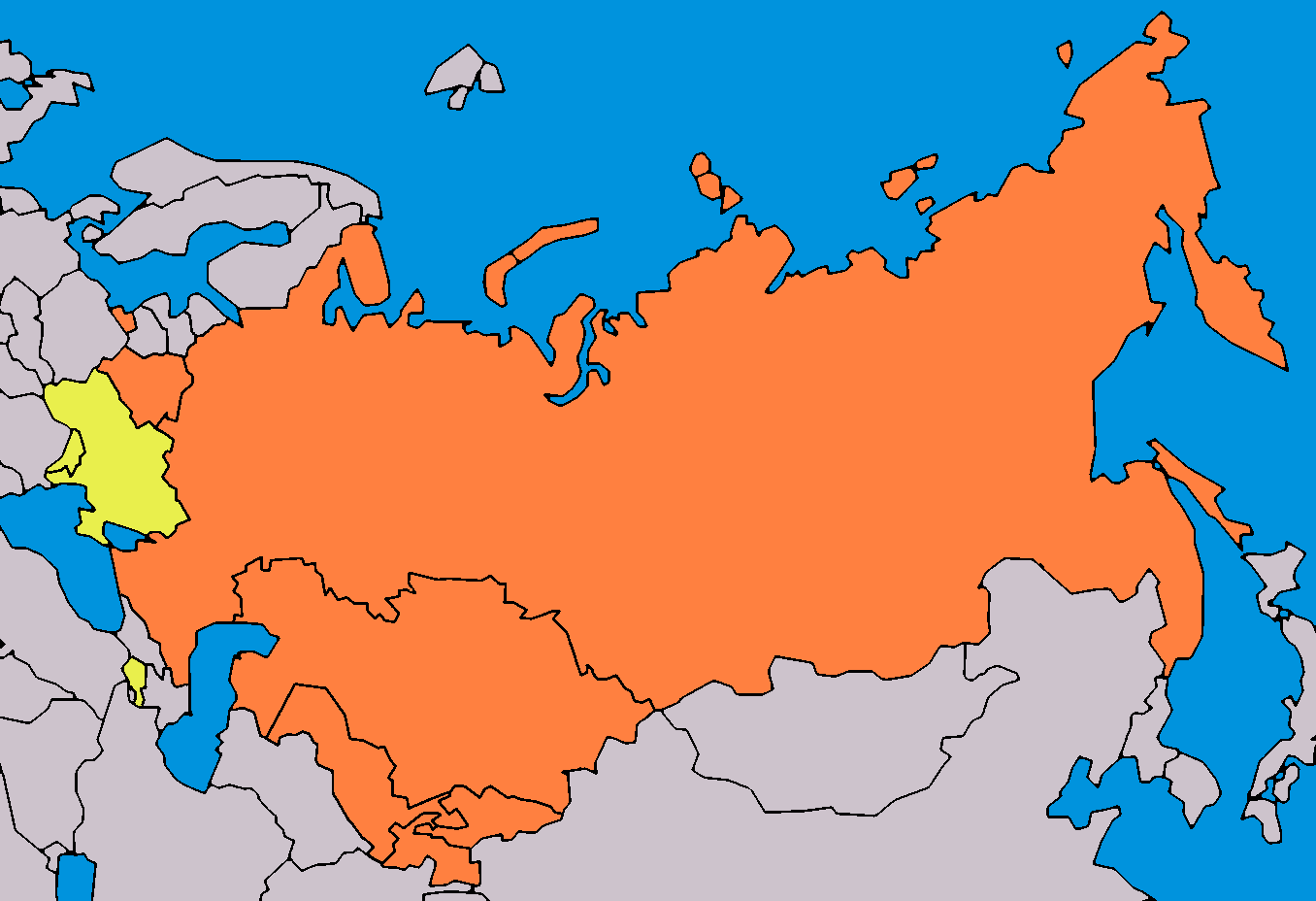
Euroazjatycka Wspólnota Gospodarcza:
Członkowie organizacji
Obserwatorzy

Euroazjatycka Wspólnota Gospodarcza (EaWG) została stworzona przez Rosję, Białoruś, Kazachstan, Kirgistan i Tadżykistan na bazie Unii Celnej WNP. Armenia, Mołdawia i Ukraina mają status obserwatora we Wspólnocie. Ukraina wcześniej ogłaszała, że jej zamiarem nie jest uzyskanie pełnego członkostwa we Wspólnocie, choć później premier Ukrainy Wiktor Janukowycz w rozmowie z Władimirem Putinem oznajmił, że Ukraina myśli o udziale w EaWG. Mołdawia także nie planuje pełnego przystąpienia do organizacji, ponieważ jednym z niezbędnych warunków jest istnienie wspólnych granic z państwami-członkami Wspólnoty. Uzbekistan zgodził się dołączyć do organizacji w październiku 2005 r., gdy rozpoczął się proces łączenia Organizacji Współpracy Środkowoazjatyckiej i Euroazjatyckiej Wspólnoty Gospodarczej. Przystąpienie Uzbekistanu do organizacji w charakterze pełnoprawnego członka nastąpiło 25 stycznia 2006 roku.

### Organizacja Współpracy Środkowoazjatyckiej
Członkowie organizacji
     Obserwatorzy

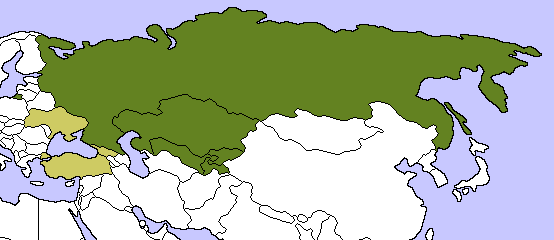
Organizacja Współpracy Środkowoazjatyckiej:
Członkowie organizacji
Obserwatorzy

Organizacja Współpracy Środkowoazjatyckiej (OWŚ) została założona w 2002 roku.
6 października 2005 roku na szczycie organizacji, w związku z mającym nastąpić przystąpieniem Uzbekistanu do Euroazjatyckiej Wspólnoty Gospodarczej, podjęto decyzję o przygotowaniu dokumentów w celu stworzenia połączonej organizacji OWŚ-EaWG, czyli w rzeczywistości postanowiono zlikwidować OWŚ.

### Szanghajska Organizacja Współpracy

Ciemnozielonym kolorem oznaczono członków Szanghajskiej Organizacji Współpracy, jasnozielonym – obserwatorów

Do Szanghajskiej Organizacji Współpracy (SOW) należą założycielskie Chiny, Rosja, Kazachstan, Kirgistan, Tadżykistan oraz Uzbekistan, Indie, Pakistan i Iran, które przystąpiły do niej z czasem. Organizacja została założona w 2001 roku na bazie istniejącej wcześniej organizacji pod nazwą Szanghajska Piątka powstałej w 1996 roku. Cele SOW dotyczą przede wszystkim spraw bezpieczeństwa.

## Alternatywny pogląd
Według byłego ministra spraw zagranicznych Wielkiej Brytanii Davida Milibanda pojęcie obszaru postsowieckiego jest już nieaktualne:

Moim zdaniem Rosjanie chcą wykorzystać koncepcję tak zwanego „obszaru postradzieckiego” nie zdając sobie sprawy, że graniczące z Rosją dawne republiki radzieckie to niepodległe państwa z ustalonymi granicami.
Myślę, że to jest niedopuszczalne. Ukraina, Gruzja i inne państwa – to nie „obszar postradziecki”. To niepodległe, suwerenne kraje, posiadające prawo integralności terytorialnej.

## Gospodarka

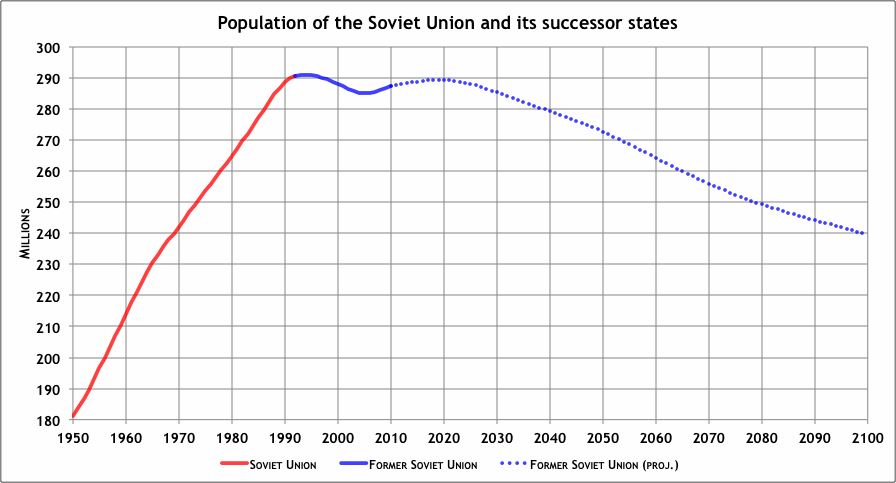
Ludność ZSRR i b. ZSRR

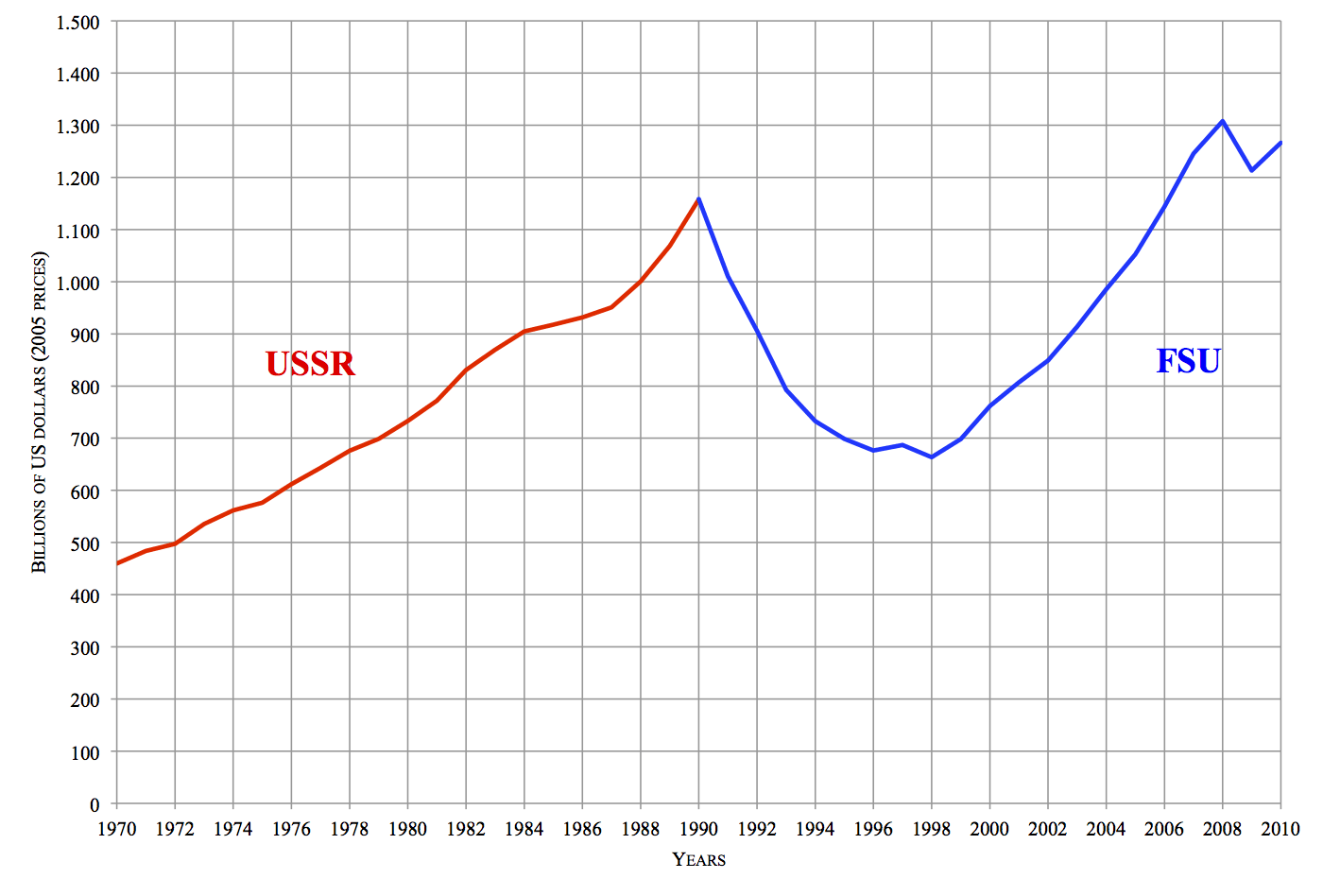
PKB ZSRR i b. ZSRR w dolarach USA

Po upadku Związku Radzieckiego dawne republiki radzieckie wybrały kapitalizm jako nowy ustrój gospodarczy. Produkt krajowy brutto we wszystkich tych krajach bardzo szybko spadł. W 1994 roku inflacja osiągnęła 400% na Ukrainie i 1258% w Kazachstanie. Jednocześnie w krajach nadbałtyckich utrzymywał się stosunkowo niski (w porównaniu z innymi krajami b. ZSRR) poziom inflacji (na Litwie inflacja wyniosła tylko 45,1%). Gospodarka byłych republik radzieckich osiągnęła najniższe wskaźniki w 1995 roku. W 2004 roku tylko państwa bałtyckie, Armenia, Białoruś i Kazachstan osiągnęły poziom produktu krajowego brutto większy niż w 1991 roku. W Rosji w 1998 roku rozpoczął się kryzys gospodarczy. Jednak w pierwszej dekadzie XXI wieku Rosja weszła do pierwszej dziesiątki krajów według wielkości PKB.

## Wojny i konflikty
Władimir Kriuczkow, przewodniczący KGB ZSRR w latach 1988–1991, powiedział w wywiadzie z końca 2003 roku:
Przez dziesięć lat – od 1991 do 2000 roku – straciliśmy ponad 750 tysięcy naszych obywateli, którzy zginęli w tych konfliktach. Jeszcze około trzy i pół miliona zostało rannych. 12 milionów osób w byłych republikach związkowych stało się wyrzutkami, uchodźcami, zmuszonymi do opuszczenia swoich domów i dobytku i przeniesienia się do miejsc, gdzie była chociażby jakakolwiek szansa na przeżycie.

### Konflikty separatystyczne
Większość konfliktów zbrojnych na terenie byłego ZSRR wiąże się z separatyzmem i dążeniem do oddzielenia niektórych terenów, zamieszkanych przez ludność różnych narodowości i wyznań, od państwa do którego oficjalnie należą.
Wybrane terytoria i konflikty zbrojne, które miały tam miejsce:
- Naddniestrze i Gagauzja, konflikty o niezależność od Mołdawii.
- Abchazja i Osetia Południowa, konflikty o niezależność od Gruzji.
- Czeczenia, konflikt o niezależność od Rosji.
- Górski Karabach, konflikt ormiańsko-azerski.
- Donieck i Ługańsk (Donbas), wojna rosyjsko-ukraińska.

Po dwóch okresach krwawych starć (pierwsza i druga wojna czeczeńska), Czeczenia obecnie ponownie znajduje się pod kontrolą rządu federalnego.
Republika Gagauzji przeszła pokojową reintegrację z Mołdawią w 1994 roku, otrzymawszy przy tym autonomię.
Naddniestrze, Abchazja i Osetia Południowa uzyskały niepodległość de facto. De iure niepodległość Abchazji i Osetii Południowej została uznana przez Rosję, Nikaraguę, Wenezuelę, Nauru i niektóre państwa nieuznawane. Na wszystkich tych obszarach stacjonują rosyjskie wojska. Górski Karabach również jest de facto niepodległy i znajduje się pod kontrolą sił zbrojnych Armenii, wraz z przylegającymi do niego sąsiednimi terenami Azerbejdżanu. W 2001 roku te nieuznawane państwa zawarły między sobą porozumienie o stworzeniu Wspólnoty Nieuznawanych Państw (WNP-2).

### Wojny domowe
Trzykrotnie w regionie wybuchały wojny domowe niezwiązane z separatyzmem.
- Wojna domowa w Gruzji (1991–1993), pomiędzy siłami Zwiada Gamsachurdii i Eduarda Szewardnadze. Wojna skończyła się po tym, jak rosyjskie wojska poparły rząd Szewardnadze w zamian za przystąpienie Gruzji do WNP.
- Wojna domowa w Tadżykistanie (1992–1997).
- Wojna domowa w Kirgistanie w 2010 roku pomiędzy siłami Kurmanbeka Bakijewa i blokiem Rozy Otunbajewej.

### Kolorowe rewolucje
W trzech byłych republikach radzieckich po wyborach miały miejsce tzw. kolorowe rewolucje, który doprowadziły do władzy opozycję:
- 2003 – Rewolucja róż w Gruzji.
- 2004 – Pomarańczowa rewolucja na Ukrainie.
- 2005 – Tulipanowa rewolucja w Kirgistanie.
- 2014 – Rewolucja godności (Euromajdan).

W innych byłych republikach radzieckich miały miejsce zamieszki, które zostały zaklasyfikowane przez prezydentów tych państw jako próby kolorowych rewolucji:
- 2006 – próba Dżinsowej (Chabrowej) rewolucji na Białorusi.
- 2008 – próba kolorowej rewolucji w Armenii[7].
- 2009 – próba kolorowej rewolucji w Mołdawii[8].
- 2011 – Rewolucja przez serwisy społecznościowe na Białorusi.
- 2011 – Śnieżna rewolucja w Osetii Południowej.
- 2011 – Błotna rewolucja w Moskwie (ale nie w całej Rosji).

## „Postsowiecka” przestrzeń bezpieczeństwa
Choć ZSRR zniknął z mapy świata, to większość państw postsowieckich pozostała, nierzadko wbrew własnej woli, ekonomicznie, politycznie i w wymiarze bezpieczeństwa zależna od byłej metropolii. W efekcie w Europie istniały de facto dwie przestrzenie bezpieczeństwa: „zachodnia” (oparta na prawie międzynarodowym, uznająca równość wszystkich podmiotów) i „postsowiecka” (odwołująca się do relacji patron-wasal i bazująca na prawie silniejszego). Przejawami tych podwójnych standardów były m.in. obecność rosyjskich sił zbrojnych w Naddniestrzu (separatystycznej części Mołdawii), podporządkowanie militarne i polityczne Białorusi oraz Armenii czy wojna w Gruzji, która zakończyła się oddzieleniem Abchazji i de facto aneksją przez Rosję Osetii Południowej.
Dopiero konflikt na Ukrainie doprowadził do podważenia podwójnych standardów bezpieczeństwa w Europie. W odbiorze Rosji Zachód wkroczył na jej terytorium. Odpowiedzią była nie tylko obrona prawa do decydowania o postsowieckiej strefie wpływów, ale też aktywne działania „symetryczne” na rzecz dekonstrukcji zachodniego ładu bezpieczeństwa i porządku politycznego.